# Jake Roberts
Aurelian Smith jr. (Gainesville, Texas, 30 mei 1955), beter bekend als Jake "The Snake" Roberts, is een Amerikaans professioneel worstelaar van de tweede generatie en de zoon van Aurelian Smith sr. (Grizzly Smith).
Smith jr. was bekend van de World Wrestling Federation (1986-1992 en 1996-1997), National Wrestling Alliance (1983) en World Championship Wrestling (1992). Hij was vooral bekend doordat hij vaak een slang (een boa constrictor, soms een python en ook eens een Malayopython reticulatus) op zijn tegenstander gooide, nadat hij deze met de DDT had uitgeschakeld. De slang werd meestal in een juten zak in de hoek van de ring gezet. Randy Savage werd een keer meerdere malen in zijn arm gebeten door een slang.
In februari 2014 werd een kwaadaardige tumor achter zijn knie ontdekt, die operatief werd verwijderd.
In 2016 toerde Roberts samen met Alex "Koolaid" Ansel, een stand-upcomedian, door de Verenigde Staten, de "UnSpoken World Tour". Roberts vertelde verhalen over worstelen, zijn verslavingsverleden na het plotseling verdwijnen van de roem als "Hall of Famer" van de WWE en Alex Ansel begon met grappen, maar ook serieuze teksten. Zelf beschrijven ze het als een 'meet en greet' (ontmoeten en groeten), waarbij men een handtekening (soms tegen betaling) kan krijgen en een gratis persoonlijk gesprek indien men bijvoorbeeld een verslavingsprobleem heeft. Zowel Roberts als Ansel (die mede door adviezen van Roberts 150 lb (+- 70 kg) afviel) namen na afloop de tijd om wat mensen privé te woord te staan voor advies of een duwtje in de goede richting.
Met Ansel toerde Roberts ook in 2017 door zowel de Verenigde Staten als Canada en ontmoette steeds meer oude bekenden uit het worstelcircuit. Daarna gingen ze hun eigen weg. Roberts treedt in 2022 nog steeds op, vaak samen met een andere voormalige worstelaar, wat extra publiek trekt en voor beiden ook aantrekkelijk is om te doen, afhankelijk van waar Roberts dan is (in welke staten in de VS of Canada), of is hij gast bij een worstelshow. Ook is hij soms aanwezig bij een worstelclinic, waar men, met extra dikke matten, op een speelse wijze, wat technieken kan leren. Worstelen zelf doet hij niet meer.

## Managers
- Alice Cooper (WrestleMania III)
- Paul Ellering
- Jimmy Hart
- Paul Jones
- Sherri Martel
- Cheryl Roberts (vrouw)
- Kevin Sullivan

## Prestaties
- All-Star Wrestling Network (Georgia)
  - AWN World Heavyweight Champion (1 keer)
- Americas Wrestling Federation
  - AWF Puerto Rican Heavyweight Championship (1 keer)
- Georgia Championship Wrestling
  - NWA National Television Championship (1 keer)
  - NWA World Television Championship (2 keer)
- Pro Wrestling Illustrated
  - PWI Most Inspirational Wrestler of the Year (1996)
- Mid-South Wrestling Association
  - Mid-South Louisiana Heavyweight Championship (1 keer)
  - Mid-South North American Heavyweight Championship (2 keer)
  - Mid-South Television Championship (1 keer)
- Smoky Mountain Wrestling
  - SMW Heavyweight Championship (1 keer)
- Stampede Wrestling
  - Stampede North American Heavyweight Championship (1 keer)
- World Class Championship Wrestling
  - NWA World Six-Man Tag Team Championship (1 keer met Chris Adams en Gino Hernandez)
  - WCCW Television Championship (1 keer)
- WWE
  - WWE Hall of Fame